# 糖尿病網膜症

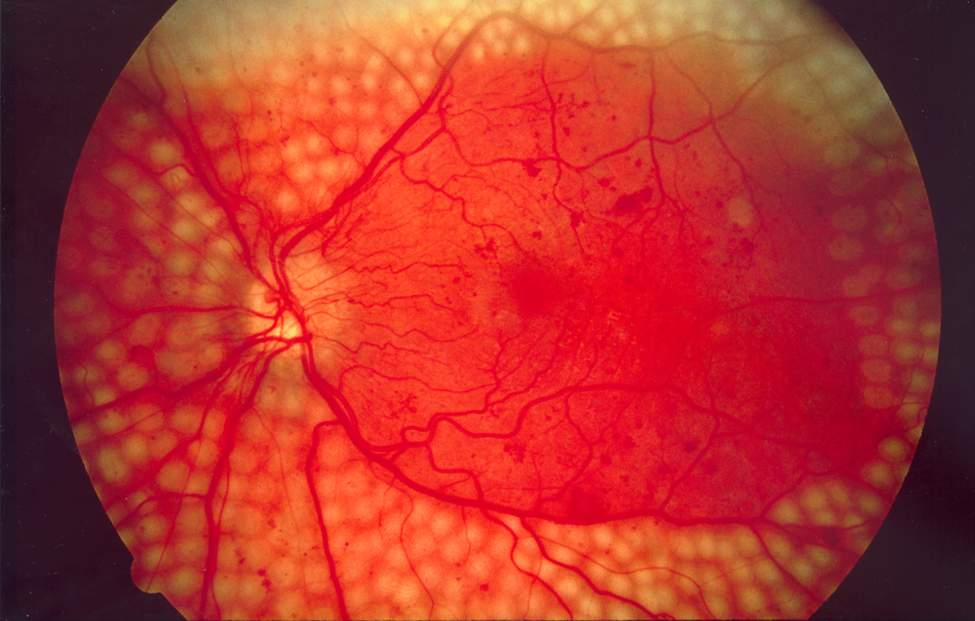
糖尿病網膜症を発症した網膜の眼底写真

糖尿病網膜症（とうにょうびょうもうまくしょう、英: Diabetic Retinopathy）とは、糖尿病の3大合併症の一つ（ICD-10:E10.3、E11.3等）。糖代謝異常に伴う眼の網膜などに各種変化をきたし、視力低下を認め、日本の中途失明の第2位を占める。なお糖尿病性神経障害・糖尿病性網膜症・糖尿病性腎症の微小血管障害によって生じるものを、糖尿病の「三大合併症 (triopathy)」といわれる。
グルコースはそのアルデヒド基の反応性の高さからタンパク質を修飾する作用（糖化反応、メイラード反応参照）があり、グルコースによる修飾は主に細胞外のタンパク質に対して生じる。細胞内に入ったグルコースはすぐに解糖系により代謝されてしまう。インスリンによる血糖の制御ができず生体が高濃度のグルコースにさらされるとタンパク質修飾のために糖毒性が生じ、これが長く続くと糖尿病合併症とされる微小血管障害によって生じる糖尿病性網膜症を発症する。糖尿病性神経障害、糖尿病性腎症の発症も同様の機構による。
HbA1cが極めて高い場合、HbA1c 8.0%までは速やかに下げても良いが、それ以後はゆっくりと経過をみながら血糖値を下げて行く必要がある。急速で厳格な血糖値の低下によって逆に低血糖の発生や網膜症の進展・増悪をきたす場合があるためである。高血圧は高血糖に次ぐ網膜症のリスク要因である。

## 疫学
- 糖尿病そのものに最も相関する。
- 2型糖尿病では、診断時に20%は網膜症が存在する。
- 発症後20年で、1型の100%、2型の60%の患者に網膜症が発症する。
- 日本では中途失明の原因としては最多であったが、平成18年に緑内障に次いで二位となった。しかし、糖尿病性網膜症による失明人数は年間約3,000人で、毎年増加しており、緑内障の原因の一部には糖尿病性血管新生緑内障も含まれている。

## 自覚症状
初期の頃は無症状で経過することが多い。徐々に眼底出血や黄斑浮腫が生じ視力低下、変視症を認めるようになる。硝子体出血や広範囲な眼底出血を伴うと飛蚊症や急激な視力低下を示す。新生血管緑内障に陥ると眼痛、不可逆的失明、眼球癆（眼球萎縮）を示すことがある。

## 他覚所見
初期には毛細血管瘤、網膜点状出血、血管閉塞、循環障害による滲出、嚢胞様黄斑浮腫を認める。それ以降は眼底出血、硝子体出血、血管新生、増殖膜形成を伴い、著しい視力低下を認める。硝子体出血に伴う急激な視力低下、増殖膜形成に伴う牽引性網膜剥離に伴う永続的視力低下・失明、新生血管緑内障による失明に至ることがある。
また白内障が標準より早く進行する。糖尿病性腎症悪化に伴い、腎性網膜症を併発し、眼所見が悪化・著しい視力低下を認めることがある。

## 分類
福田分類、Scott分類、ETDRSが用いられる。福田分類でA0以外であれば糖尿病性網膜症と診断できる。単純型網膜症、前増殖型網膜症、増殖型網膜症と言うような病期に分けることもある。

## 検査
眼底検査
網膜疾患の基本的検査である。糖尿病に罹患してる際には定期的な眼底検査が望まれる。日本糖尿病眼学会は定期的眼科通院を促すため、糖尿病眼手帳を配布している。
フルオレセイン蛍光眼底造影
フルオレセインを静脈内投与し、撮影する。無血管野の確認、新生血管の確認、病期・治療法の決定に用いる。網膜光凝固術を施行する際にはこの結果を参考にして、施行することが多い。
これらは主に間接眼底鏡を用いて、肉眼的に眼底の状態を診察する。必要に応じて眼底血管の漏出や無血管野の確認、レーザー光凝固治療の標的決定のために蛍光網膜造影検査を行う。眼底が外部からよく見えるようにするために、通常、瞳を開く点眼薬を用いて散瞳をおこなうが、散瞳中はピント調節能力が低下するため自動車の運転は困難であるので、眼底検査時の受診交通手段には注意を要する。

## 治療
増殖性網膜症は対症療法としてレーザー光凝固療法、硝子体切除術を行う。光凝固療法はレーザーで酸素欠乏状態のために新しい血管を要求してしまう網膜を焼き潰すことで、血管新生を抑制する。焼き潰す様子を凝固と言う。硝子体切除術は、すでに生じた増殖組織を取り除くとともに、増殖組織が進展するための「足場」を撤去する意味合いがある。
レーザー光凝固術
網膜虚血部位に対し光凝固を行う。細動脈瘤に対し実施し黄斑部への滲出及び漏出を防ぐ。血管新生緑内障に至った症例に対しても行われる。汎網膜光凝固術において、短期間に大量のレーザー照射を行うと黄斑浮腫のリスクが高まる。そのためある程度の期間をおいて数回に分けて施行する。
硝子体手術
手術の主な目的は後部硝子体剥離の作成にある。一般には増殖型網膜症に行われる。術中レーザー光凝固術を施行することもある。黄斑浮腫軽減を目的に早期に手術を行うこともある。白内障が合併している際には同時手術を施行する施設もある。しかし重症例の場合、同時手術により新生血管緑内障のリスクを増大させる。
ステロイド療法
黄斑浮腫を軽減させる目的で、徐放性ステロイドであるトリアムシノロン アセトニドをテノン嚢下又は硝子体内に投与する。術中に硝子体を可視化する目的で使用したり、手術終了時、黄斑浮腫軽減に目的に投与することがある。術中使用においては基材の安全性は確立しておらず、除去後投与する施設が多い。
VEGF阻害剤
新生血管緑内障に至った症例において、新生血管を退縮させる目的でBevacizumab (Avastin) を投与することもある。
Rhoキナーゼ阻害剤
増殖膜の形成を阻害する。現在開発中。リパスジルは臨床試験が進められている。

## その他
- 福田分類B期に当たる際には、糖尿病における運動療法を行うと硝子体出血に伴う著しい視力低下をきたすことがあり、禁忌である。
- 福田分類B期に当たる際には、急激な血糖の改善によって糖尿病網膜症を悪化させる事がある[3][4]。